# Zoosadyzm
Zoosadyzm (ζωον, zōon – „zwierzę” i „sadyzm") – parafilia, w której znęcanie się nad zwierzętami jest źródłem podniecenia seksualnego. Nie jest to jednoznaczne z przemocą wobec zwierząt, ponieważ zoosadyzm występuje tylko wtedy, gdy jest źródłem podniecenia. Takie zachowania są karane przez polskie prawo zgodnie z art. 35 Ustawy o ochronie zwierząt.